# Mischocyttarus basimacula
Mischocyttarus basimacula är en getingart som först beskrevs av Cameron 1906.  Mischocyttarus basimacula ingår i släktet Mischocyttarus och familjen getingar. Utöver nominatformen finns också underarten M. b. superpictus.